# 緑色片岩

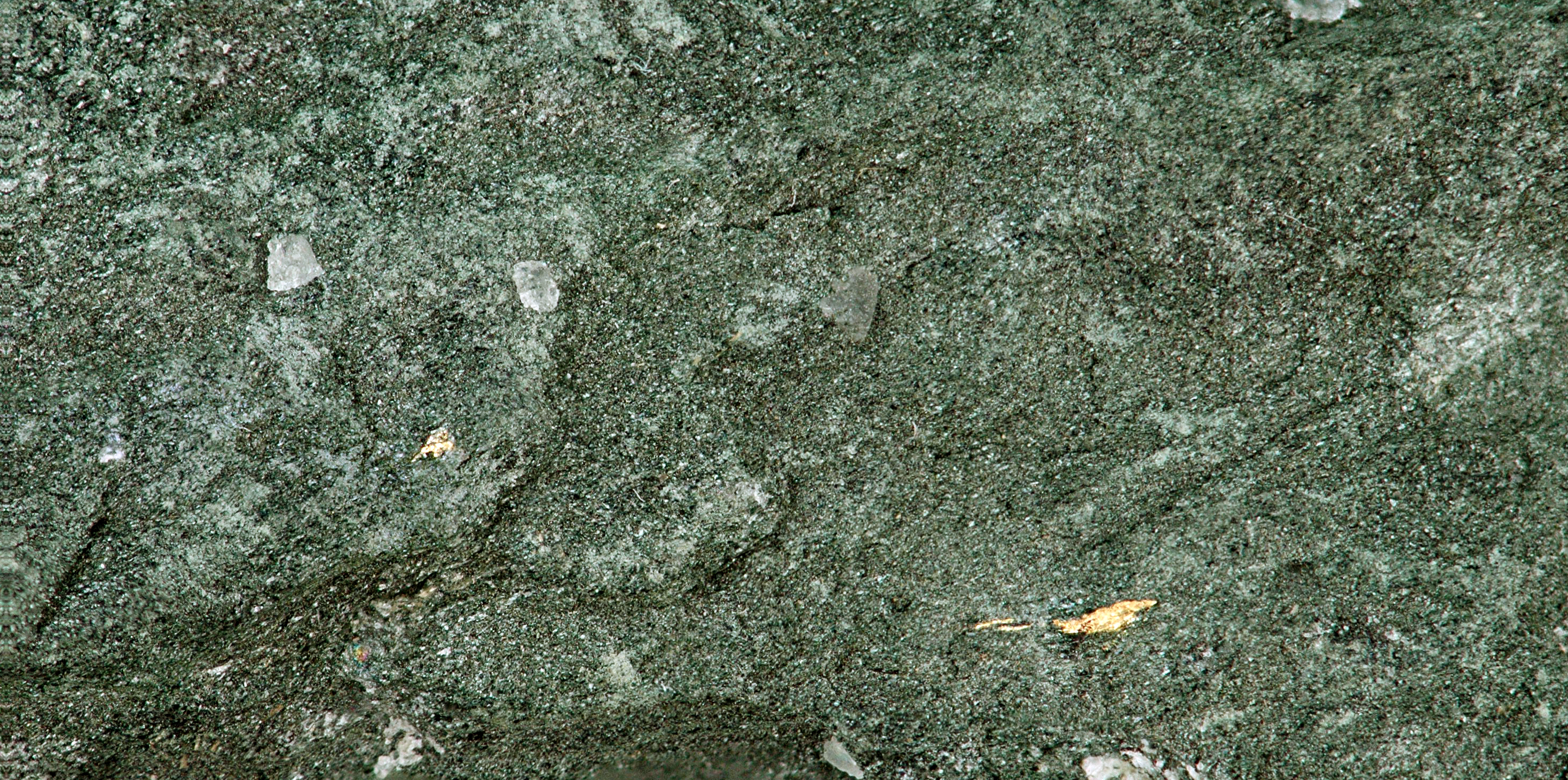
拡大写真

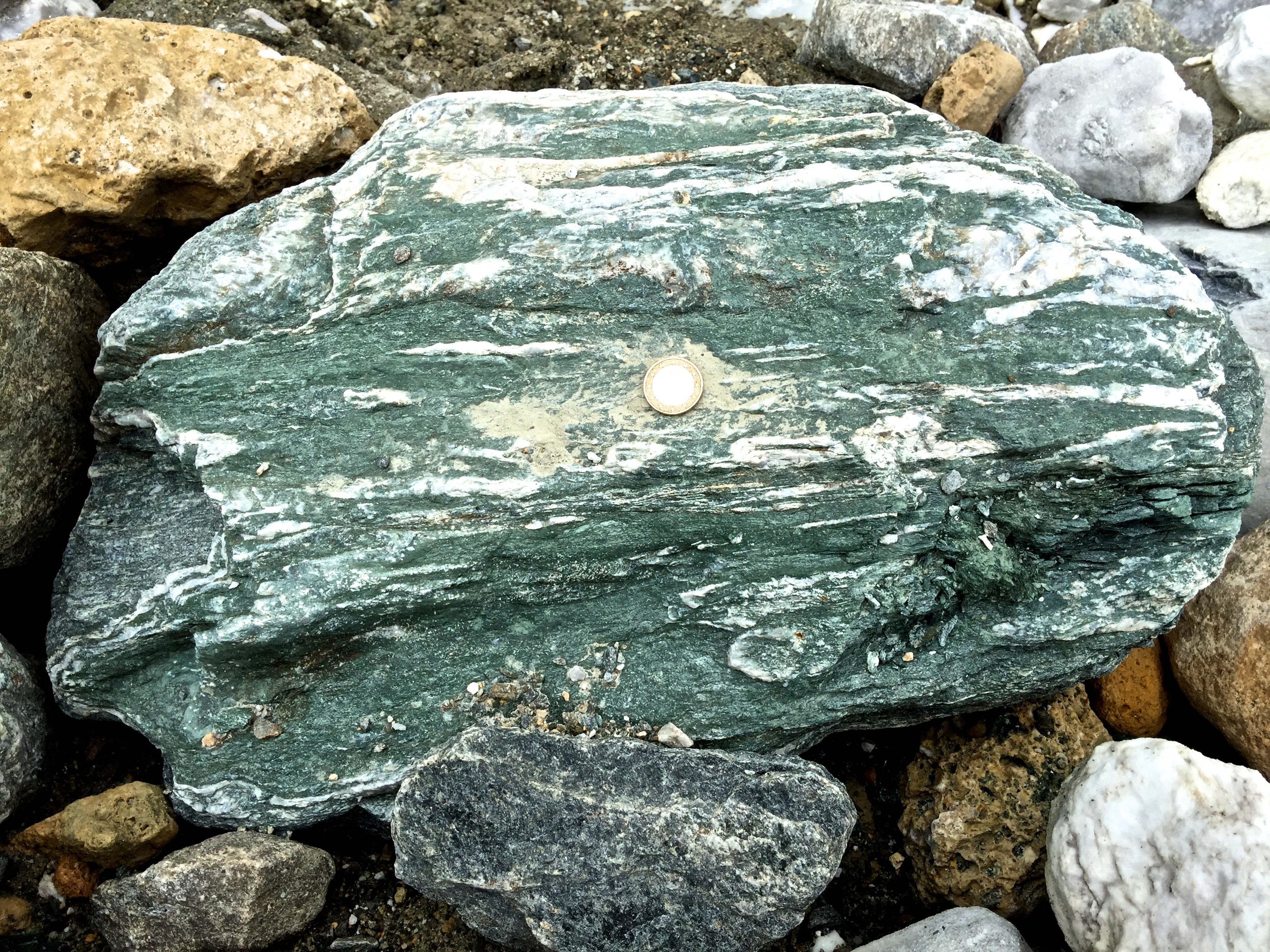
フランスのモン・スニ峠付近の緑色片岩

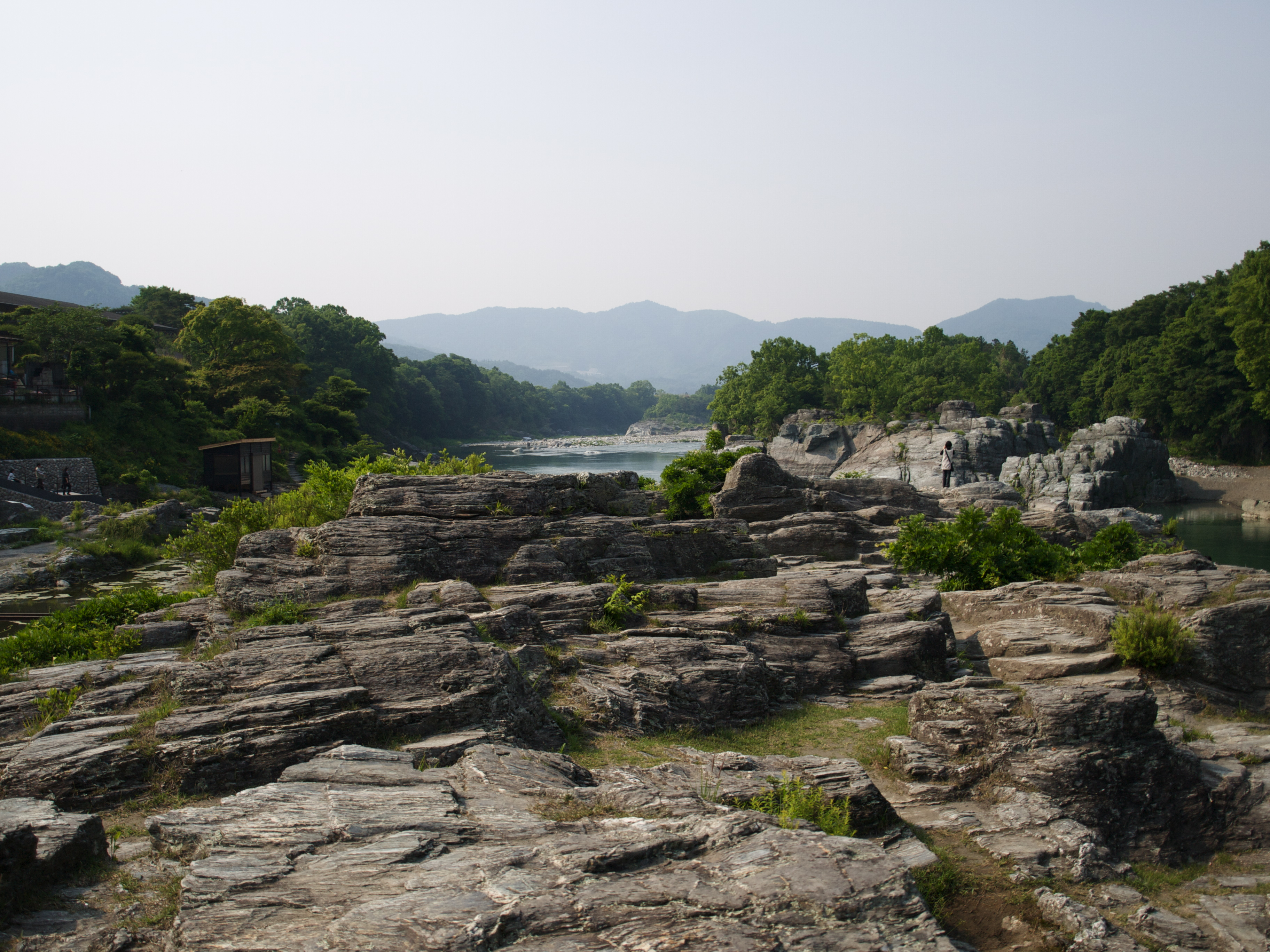
秩父・長瀞渓谷の岩畳は三波川変成帯の緑色片岩である。

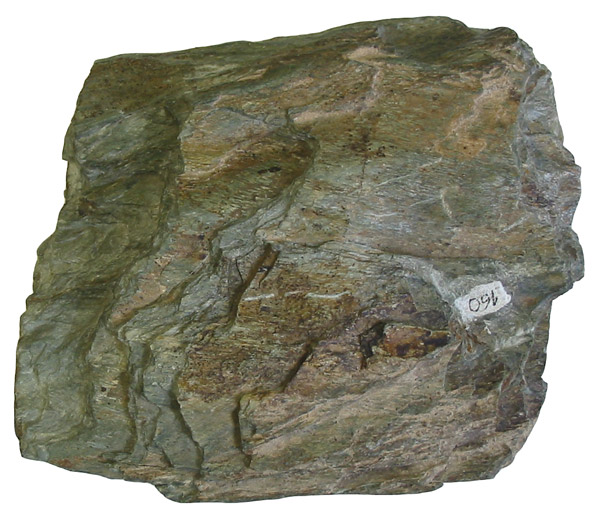
緑石片岩の一種、緑泥石片岩。

緑色片岩（りょくしょくへんがん、Greenschist）は変成岩（広域変成岩）の一種で、結晶片岩のひとつ。
緑色片岩という語は、岩石学や鉱物学の観点で厳密に用いられる場合と、やや広い意味で用いられる場合がある。特に日本では後者の用法がみられる。
玄武岩に代表される火成岩などが、比較的に低温・低圧のもとで広域変成作用を受けて生成されたもので、変成岩としては変成度合いが小さいものである。豊富に含む緑色の成分と、発達した面状構造（片理）がみせる縞模様によって外観が美しいとされ、日本では庭石などに愛好されている。

## 特徴
成分などに着目した場合、緑色片岩固有の特徴というものはほとんどない。
緑色片岩のもとになるのは、主に塩基性（SiO2含有量（重量%）が50%程度）や苦鉄質の火成岩（玄武岩や火山砕屑岩が代表）・凝灰岩や、珪質堆積岩である。このほかにも、泥岩や砂岩からできたものも発見されている。
これらの源岩が、比較的低温・低圧の環境下で広域変成作用により生成される。一般的には、その温度は摂氏200℃ないし300℃から450℃、圧力が2キロバールから10キロバールとされている。
本来の岩石学における厳密な定義としては、変成岩研究の第一人者であるペンティ・エーリス・エスコラの提唱に基づき、低温・中圧から高圧の環境を「緑色片岩相」といい、その緑色片岩相のもとで生成されたものを緑色片岩と呼ぶことになっている。が、必ずしもこの条件下で緑色の結晶片岩になるというわけでもないし、緑色に見える結晶片岩が常にこの「緑色片岩相」で生成されるというわけでもない。そのため特に日本では、緑色に見える結晶片岩を通称として緑色片岩と呼ぶことがある。
基本的には、広域変成作用によって再結晶作用がすすみ、うろこ状・板状に結晶が配列して片理と呼ばれる面状構造となる。この変成作用があまり進まない場合には結晶・片理が少なく、これを「緑色岩」と呼ぶこともある。逆に、変成を受ける際の圧力が高かった場合など、変成作用が進行すると緑閃石や藍閃石、ローソン石を含むようになる。狭義の「緑色片岩」にはこれらは含まないことになっていて、これらを含むものは青色片岩といって区別することになっているのだが、通称としてはこれらも緑色片岩に含む用法もある。
緑色の外観をもたらす主成分は、緑泥石・蛇紋石・緑簾石である。片理構造をつくる主成分は白雲母である。典型的な緑色片岩は、これらを豊富に含んでいる。このほかの主な成分としては、石英、正長石、滑石、炭酸塩鉱物、角閃石・緑閃石があげられる。パンペリー石、曹長石も含まれる。パンペリー石が含まれるのは変成の度合いが低い場合である。源岩が石灰質の場合には方解石の割合が増える。前述のように、変成時の圧力が高かった場合には藍閃石やローソン石を含有する場合があり、そうなると狭義には緑色片岩とは分類できないが、広義にはこれらも緑色片岩と呼称される。また、変成度が低く緑泥石の割合が高い場合は「緑泥片岩」とも呼ばれる。

## 地誌

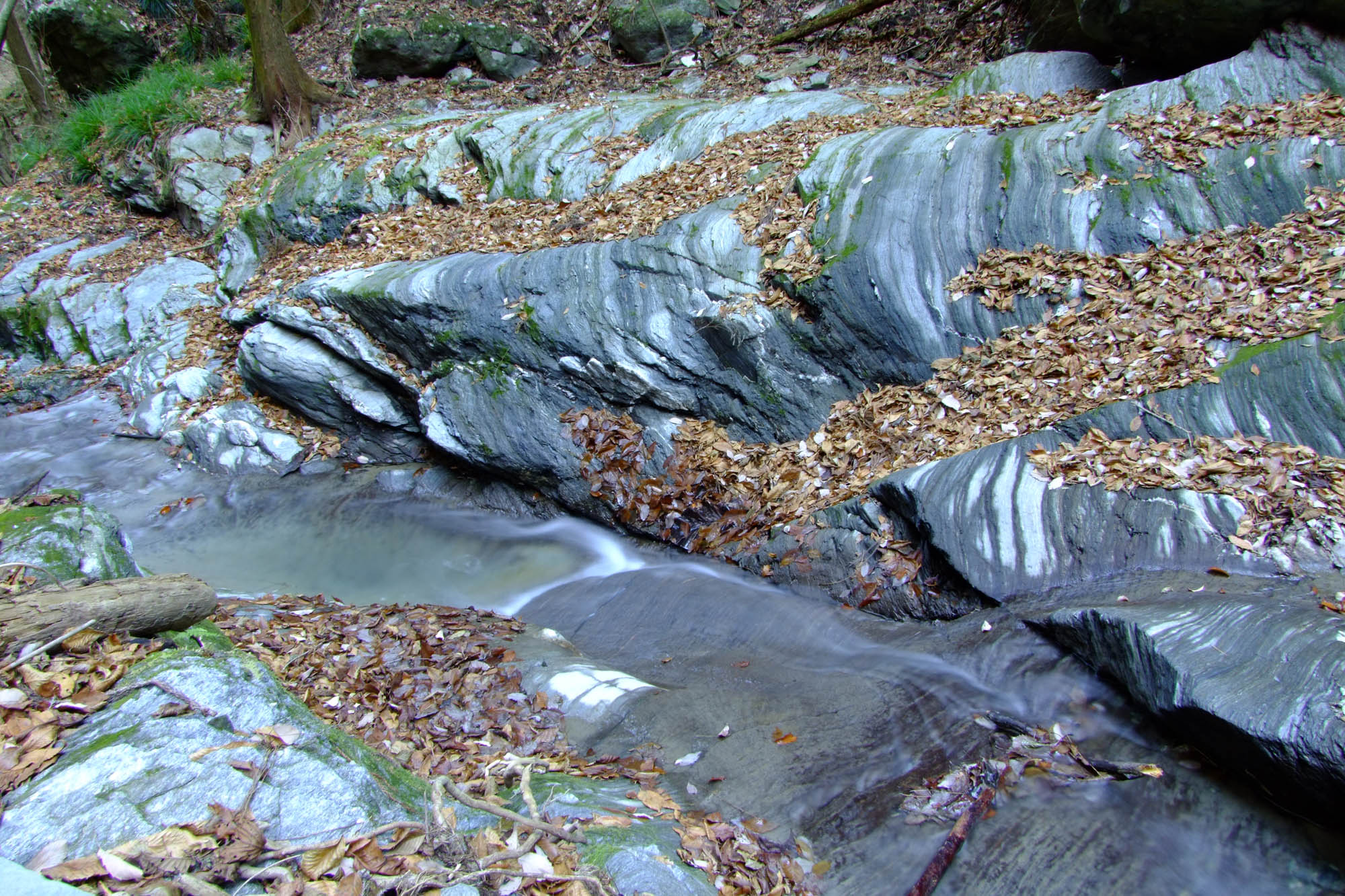
三波川変成帯の模式地、三波川の三波石

### 日本
日本では、三波川変成帯、三郡変成帯、阿武隈変成帯の低温部に広く分布する。
中央構造線の南側を東西に走る三波川変成帯は、中部地方、近畿地方、四国地方を横切り九州の佐賀県まで横たわる変成岩帯で、主に黒色片岩と緑色片岩からなる結晶片岩に富む。これらの地域では、緑色片岩の外観的美しさから銘石とされ、庭石などに珍重されてきた。
例をあげると、三波川変成帯の模式地である群馬県の三波石（緑泥石片岩。天然記念物）、埼玉県の秩父青石（緑泥片岩）などがあるが、いずれも枯渇により現在は採掘が禁じられている。ほかに徳島県の阿波青石（緑泥石片岩）、伊予青石など。

### ヨーロッパ
緑色片岩は、ヨーロッパでは石斧の材料として用いられてきた。その生産地は、このタイプの石斧が見つかる模式地の地名をとって「ラングデイル式斧工場（Langdale axe industry）」と呼ばれている。

### 北米

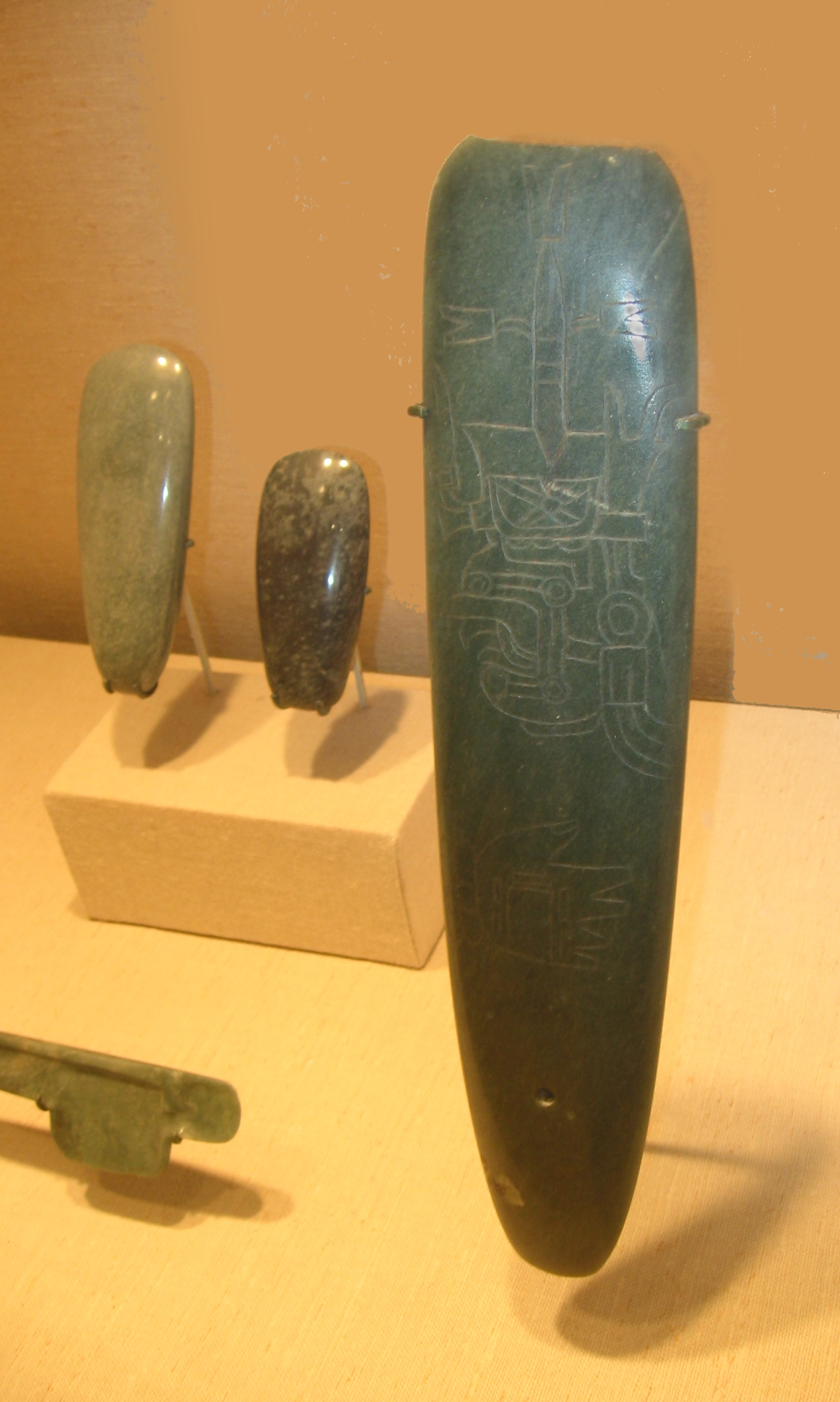
セルト（儀礼・装飾用のもの）

北米では、先住民族であるインディアンは結晶片岩を用いて、石斧や「セルト（Celt）」と呼ばれる道具を作っていた。セルトは斧や鍬、釿に似た道具で、実用品としてだけでなく、装飾品としても用いられていた。ウッドランド期（Woodland period）の中期には、緑色片岩はホープウェル文明（Hopewell tradition）のなかで盛んに交易の対象として取引され、数千キロメートル離れた場所からも時々見つかっている。
ミシシッピ文化期には、モードヴィル遺跡（Moundville Archaeological Site）に存在していた勢力が、緑色片岩の流通を支配していた。